# O'Donnell (Texas)
O'Donnell es una ciudad ubicada en el condado de Lynn en el estado estadounidense de Texas. En el Censo de 2010 tenía una población de 831 habitantes y una densidad poblacional de 373,08 personas por km².

## Geografía
O'Donnell se encuentra ubicada en las coordenadas 32°57′55″N 101°49′51″O / 32.96528, -101.83083. Según la Oficina del Censo de los Estados Unidos, O'Donnell tiene una superficie total de 2.23 km², de la cual 2.23 km² corresponden a tierra firme y (0%) 0 km² es agua.

## Demografía
Según el censo de 2010, había 831 personas residiendo en O'Donnell. La densidad de población era de 373,08 hab./km². De los 831 habitantes, O'Donnell estaba compuesto por el 73.41% blancos, el 1.2% eran afroamericanos, el 0.6% eran amerindios, el 0.36% eran asiáticos, el 0% eran isleños del Pacífico, el 20.34% eran de otras razas y el 4.09% pertenecían a dos o más razas. Del total de la población el 62.82% eran hispanos o latinos de cualquier raza.